# Викторијен Сарду
Викторијен Сарду (фр. Victorien Sardou; Париз, 5. септембар. 1831 – Париз, 8. новембар. 1908) био је француски драмски писац. Писао је жанровски разноврсне позоришне комаде и био један од најпопуларнијих француских драмских писаца друге половине 19. века. Са Емилом Ожеом и Александром Димом доминирао је француском сценом, а у многим његовим комадима глумиле су неке од тада најпопуларнијих глумица, попут Виржини Дежазе и Саре Бернар.

## Биографија
Породица Сарду била је настањена у селу у близини Кана, где су се бавили узгојем маслина. Током једне сезоне мраз је уништио њихову плантажу, па је породица била принуђена да се пресели у Париз. Викторијенов отац, Антоан Леандре Сарду, у Паризу је радио различите послове како би издржавао породицу. Био је био књиговођа, професор књиговодства, управитељ школе, приватни професор, професор класичних језика, састављач граматика и речника и писац расправа. Викторијен је рођен у Паризу 1831. године. Уписао је медицину, али је убрзо прешао на историју. Живео је у оскудици, па је давао часове латинског језика, историје, филозофије и математике. Повремено је објављивао чланке у мање познатим часописима, а почео је да пише и драме.

## Драмски рад
Викторијен Сарду писао је жанровски разноврсне позоришне комаде: водвиље, комедије забуне, друштвене сатире, историјске драме, либрета за опере. Важио је за мајстора „добро скројених комада”, посебно ефектних дијалога. Написао је више од 50 (према неким изворима око 70) сценских комада. Са Емилом Ожеом и Александром Димом (сином) доминирао је француском позоришном сценом с краја 19. века.
Прва његова драма Студентска гостионица (La Taverne des étudiants) приказана је 1854. у париском „Одеону”, али је доживела потпуни крах. Године 1858. се оженио и преко жене упознао глумицу Виржинији Дежазе (фр. Virginie Déjazet), која је баш тада оснивала позориште које ће носити њено име. Сарду се вратио писању драма и за ово позориште написао неколико комада који су сви приказани са успехом. Управо госпођи Дежазе Сарду дугује своје прве успехе, а за њу је написао неколико комада. Касније је писао и за чувену Сару Бернар. Његови комади су касније прихваћени и у другим позориштима, што му је донело славу и богатство. Његов последњи велики успех, драма Мадам Сан-Жен и даље се изводи.
После француско-пруског рата у стваралаштву Викторијена Сардуа је дошло до знатних промена. Наставио је да пише комаде који ће привлачити широку публику, али је почео да се бави и политичким питањима. Преносио је на позорницу личности из свакодневног живота готово без измена, што је изазивало оштре реакције. Неки од тих комада морали су бити скинути са репертоара већ после неколико извођења, а неки су играни и у иностранству. Појединии су чак и премијерно приказивани ван Француске.
Године 1877. Викторијен Сарду изабран је у Француску академију.

### Критике Сардуовог дела
Викторијен Сарду и данас се памти као мајстор буржоаске драме. Међутим, Бернард Шо омаловажавао је његов рад, називајући га „Sardoodledom“. По општем мишљењу, Сарду је своје ликове стварао са невероватном снагом, заплет водио изванредно вешто иако се служио најпознатијим средствима, а дијалог му је био мајсторски. У радњи је успевао да гледаочеву пажњу прикује за сцену до последње реченице. Није се либио да у своје текстове уноси и туђе творевине ако су му само биле од користи. У књижици Моји плагијати (Mes plagiats, 1883) изнео је мишљење да је драмском писцу тешко да се, чак и случајно, не поклопи са неким претходником када је реч о толико пута расправљаним темама.

### Најпознатија дела
- Стари момци (Les Vieux Garçons, 1865)
- Отаџбина (Patrie, 1869)
- Мржња (La Haine, 1874)
- Федора (Fédora, 1882)
- Тоска (La Tosca, 1887)
- Мадам Сан-Жен (Madame Sans-Gêne, 1893. у сарадњи са Емилом Мороом)
- Робеспиер (Robespierre, 1902)[2]
- Вештица (La Sorcière, 1903)[3]

#### Неки мање познати комади
- Нервозни (Les Gens nerveux, 1859. у сарадњи са Теодором Баријером)
- Последње љубавно писмо (Les Pattes de mouche, 1860)
- Присни пријатељи (Nos intimes, 1861)
- Варошани на селу (Nos bons villageois, 1866)
- Фернанда (Fernande, 1870)[3]
- Весели двори (L’Hôtel Godelot, 1876)[4]
- Спиритизам (Spiritisme, 1897. у коме доминира лик једног Србина из Београда)[5]

#### Политички ангажовани комади
- Рабагас
- Ујка Сам
- Данијел Роша
- Разведимо се[3]

Драма Рабагас је 1922. године екранизована, у режији француског редитеља Гастона Равела.

## Сарду у Србији
Сардуова дела била су радо извођена на сценама српских позоришта, често само неколико година после премијера. У Српском народном позоришту извођени су комади високе сценске спектакуларности (какве су опере Федора и Тоска) и неки мање познати, док ни један политички обојен комад није приказан на овој сцени. За разлику од новосадске, на сцени београдског Народног позоришта извођени су, што је једном приликом довело до великог народног протеста.
Драма Мадам Сан-Жен и данас се изводи у српским позориштима.

### Протести у Београду на премијери комадаРабагас
У београдском Народном позоришту 28. априла 1882. године премијерно је приказан Сардуов комад Рабагас. Премијера је отказивана два пута јер су се рађани бунили због њеног садржаја, који је наводно исмевао народ, што су Београђани доживели лично. Веровали су да је представу превео краљ Милан Обреновић или неко по његовој наредби (комад је заправо превео Коста Н. Христић), јер је име преводиоца држано у тајности. Обавештенији припадници београдске елите знали су да је представа постављена по наредби из двора, а сумњало се да ју је превео Владан Ђорђевић, председник београдске општине. Ни он ни краљ Милан нису били омиљени у народу, па је било за очекивати да ће представа само подићи тензије које су већ постојале због незадовољства конзервативном владом Милана Обреновића. Трећи пут када је требала да буде приказана, 28. априла, око позоришта је постављена полиција, јер су се очекивале демонстрације и нереди у самом позоришту. Иако се знало шта се спрема, ипак је одлучено да представа буде одиграна.
У гледалишту се очекивао и краљ Милан, како би показао да се не плаши става народа, међутим он се није појавио већ је на премијеру дошла краљица Наталија која је, за разлику од краља, била омиљена у народу. Вероватно се очекивало да ће њено присуство смирити ситуацију. Управо у то време на Позоришном тргу (данашњи Трг републике) постављани су темељи за споменик кнезу Михаилу и около су се налазиле камене коцке. Управо на том месту народ се полако окупљао пред представу. У самој сали Народног позоришта већ су била испуњена места. Представа је почела уз звиждуке и негодовање из публике. Глумци су покушали да занемаре буку и наставе да играју, али од велике галаме њихови гласови са сцене нису се чули. Представа је прекинута, а испред позоришта су почели нереди. Окупљени протестанти почели су да гађају полицију и позориште каменим коцкама припремљеним за темељ споменика. У самом позоришту почела је евакуација публике. Официри су покушали да евакушу и краљицу Наталију, али је она одговорила да ће последња напустити позориште. Када је кренула да излази из позоришта неколико каменица је прелетело преко њене главе. Када су је видели, окупљени људи престали су да бацају каменице, али се борба са жандармеријом наставила, а краљица се нормалним кораком упутила ка кочији. Када је кочија кренула каменовање жандармерије се наставило, а борба се водила и у самом позоришту, све док неко није погасио светла. Борбе су трајале до дубоко у ноћ. Није забележено да је представа репризно извођена.

### Занимљивости
У Сардуовом комаду Спиритизам доминира лик једног Србина из Београда. У поменутом комаду постоје елементи који указују на то да је тада већ бивши краљ Милан био инспирација и модел за овај лик. Наиме, главни лик, Србин Микаел Стуца, нека је врста поседника без одређене позиције. Потиче из отменог друштва, надарен је за музику, успешан љубавник, привремено настањен у једној вили у близини Бијарица. Све наведено указује на сличност са личностима и догађајима везаним за краљевску породицу Обреновић. Није познато шта је надахнуло Сардуа, али је могуће да су биле значајне и информације које је публиковала краљица Наталија, која је након развода са српским владарем живела у Француској и објављивала своје мемоаре. Поред далеке српске историје и традиције, тада актуелни скандалозни догађаји српске краљевске породице такође су утицали су да и Обреновићи постану инспирација француских уметника. Комад Спиритизам премијерно је изведен 8. фебруара 1897. године у париском позоришту Théâtre de la Renaissance.
Са Викторијеном Сардуом често пореде великог српског комедиографа и драматичара Бранислава Нушића.